# Mesorregión Noroeste Rio-Grandense
La mesorregión del Noroeste Rio-Grandense es una de las siete mesorregiones del estado Brasileño de Rio Grande do Sul. Está formada por la unión de 216 municipios agrupados en trece microrregiones.
Entre las ciudades más pobladas de la región Noroeste Rio-Grandense se destacan Passo Fundo, Erechim, Ijuí y Santo Ângelo.

## Microrregiones
- Carazinho
- Cerro Largo
- Cruz Alta
- Erechim
- Frederico Westphalen
- Ijuí
- Não-Me-Toque
- Passo Fundo
- Sananduva
- Santa Rosa
- Santo Ângelo
- Soledade
- Três Passos